# إيموجن كونينغهام
إيموجن كونينغهام (بالإنجليزية: Imogen Cunningham)‏ هي مصورة وأستاذة جامعية أمريكية، ولدت في 12 أبريل 1883 في بورتلاند في الولايات المتحدة، وتوفيت في 24 يونيو 1976 في سان فرانسيسكو في الولايات المتحدة.

## وصلات خارجية
- إيموجن كونينغهام على موقع الموسوعة البريطانية (الإنجليزية)